# Червен картон
С червен картон, в някои спортове като футбол, ръгби, хокей с топка, хандбал и др. реферът показва, че играчът е извършил твърде грубо нарушение и трябва да напусне играта. В повечето спортове, при показване на червен картон играчът трябва да напусне терена без друг играч да има право да го замести, като изключение е хандбалът. Червеният картон може да означава, че играчът е изгонен за конкретния мач, а в някои случаи – и за следващи мачове. Червеният картон може да се даде като втори жълт картон или като директен червен картон.